# 철문 (중앙아시아)

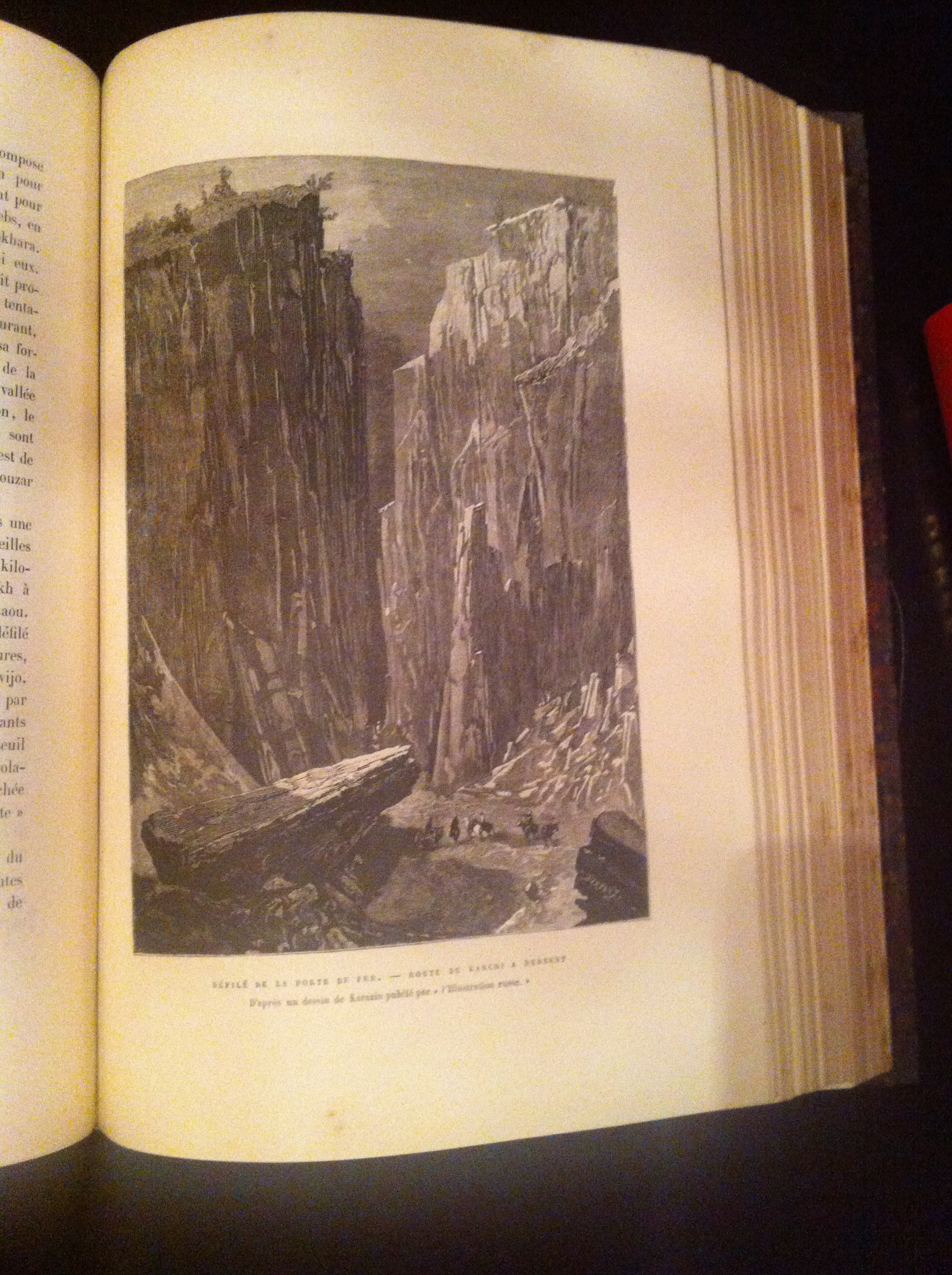
《새로운 세계 지리, 지구와 인간 - 제4장 아시아 러시아》(Nouvelle Géographie Universelle, La terre et les hommes, Part VI, 'L'Asie Russe)에 수록된 엘리제 르클뤼(Élisée Reclus)의 철문 목판화 (1881년 프랑스 파리에서 출간됨)

철문(우즈베크어: Buzgalaxona 부즈갈라호나, 중국어 간체자: 铁门关, 정체자: 鐵門關, 병음: Tiěménguān 톄먼관[*])은 아프가니스탄 발흐와 우즈베키스탄 사마르칸트 사이에 위치한 좁은 고개이다. 이 고개는 히소르산맥에서 아무다리야강까지 남북쪽으로 뻗어 있는 험준한 산맥을 뚫고 있으며 현재의 우즈베키스탄 수르한다리야주 바이순 마을 서쪽에 위치한다. 철문이라는 이름은 철로 보강된 실제 대문이 고개에 서 있다는 믿음에서 유래되었다.
고대부터 박트리아와 소그디아나 간의 통로로 활용되었으며 이 지역의 권력자들에게 거점으로 여겨진 곳이다. 기원전 328년에는 마케도니아 왕국의 알렉산드로스 3세가 이 곳을 거쳐갔고 돌궐 시대에는 비단길을 지배하던 튀르크족의 수입원이 되기도 했다. 당나라의 승려인 현장의 《대당서역기》에서는 '철문관'(鐵門關)이라는 이름으로 등장하는데 "고개 양쪽 옆에 있는 석벽의 색이 철과 같고 매우 험준하고 견고해서 철문이라고 부른다."라는 기록이 등장한다. 소련의 역사가인 레프 구밀료프의 문헌에 따르면 현재의 철문을 가리키는 이름은 '부즈갈라'(Buzgala)라고 한다.